# Torre campanaria di Sant'Ambrogio
La torre campanaria di Sant'Ambrogio è il campanile romanico (XI secolo) della chiesa di san Giovanni Vincenzo, ed è ubicata nel centro storico urbano di Sant'Ambrogio di Torino sulla piazza San Giovanni Vincenzo.
Con i suoi 37 metri di altezza (34 di struttura più 3 metri della croce), rappresenta il secondo edificio più alto, sito nel territorio di Sant'Ambrogio di Torino, dopo la Sacra di San Michele.

## Storia
Il libro Sant'Ambrogio: una Chiesa-Comunità indica questa torre campanaria come: "....il più antico "documento" della storia santambrogese" con tracce della sua edificazione fin verso il X secolo.
Era già costruita alla data del 29 aprile 1162, quando l'imperatore Federico Barbarossa concesse in investitura all'abate Stefano della Sacra, il territorio di Sant'Ambrogio, che tornò dunque sotto la giurisdizione della sacra di San Michele.

Non è nota la sua destinazione originaria, ma a partire dal XII secolo fu per cinque secoli il campanile dell'antica chiesa romanica già dedicata a San Giovanni Vincenzo, la quale si addossava alla torre campanaria sul lato destro verso ovest e con abside rivolta ad est come era tipico di quell'epoca, mentre dal 1763 assunse lo stesso ruolo per la chiesa barocca disposta a sua volta in direzione nord-sud, sul lato sinistro della torre campanaria.
È attualmente anche sede dell'Antica Società Abbadia di San Giovanni Vincenzo, la cui origine risale all'anno 1154 quando a Sant'Ambrogio di Torino si fermarono le spoglie di San Giovanni Vincenzo ancora oggi presenti sotto l'altare maggiore della Chiesa di San Giovanni Vincenzo.

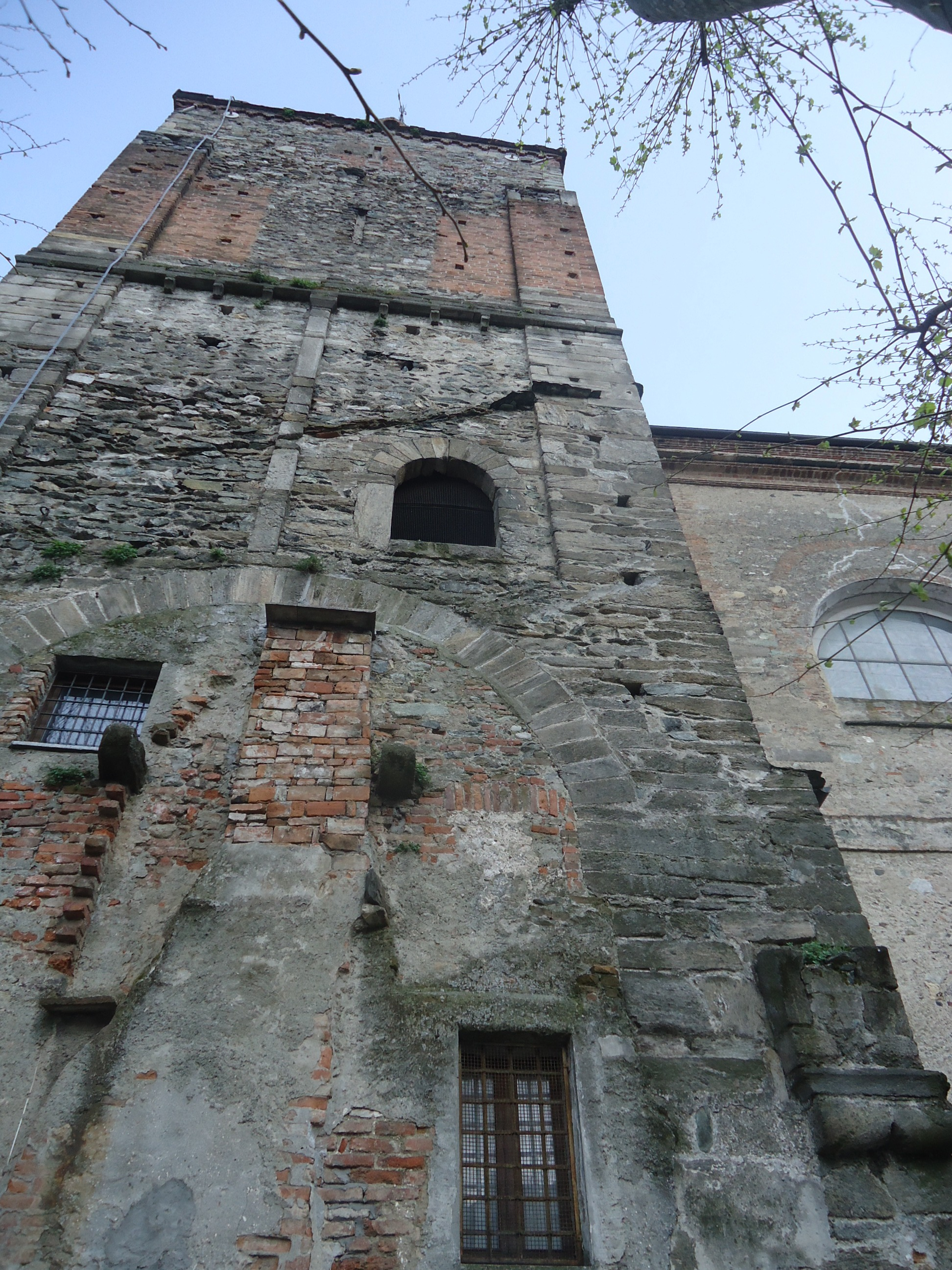
Torre Campanaria vista dal lato ovest

## Struttura della torre
La base della torre, a pianta quadrata di oltre 8 metri per lato, è caratterizzata da una tessitura muraria regolare con grossi blocchi di pietra squadrati appoggiati tra loro senza legante e privi di decorazioni. Appena sopra questa parte si trova una sezione tipicamente romanica, costituita da ciottoli e grosse scaglie litiche disposte ad opus spicatum, e proprio questa parte più antica fa risalire le origini della torre tra il X e XI secolo attorno all'anno 1000.
La muratura regolare e solida della base e la parte superiore più arcaica con ciottoli e scaglie, porta coloro che ne hanno studiato l'origine ad affermare che si dovrebbe trattare di un'epoca da collocarsi non dopo l'età carolingia se non addirittura tardo-romana.
Salendo nella struttura si identificano ben 5 fasi costruttive differenti che arrivano fino alla grande piramide della cuspide alta 12 metri, circa un terzo del complessivo della torre.
Nella parte superiore, su tutti i quattro lati sono presenti monofore e bifore, insieme ad elementi decorativi, mentre sul lato ovest è presente un grande arco alto come due piani interni, che è stato successivamente sottomurato per irrobustire la struttura complessiva. Su questo lato nel periodo della chiesa romanica era appoggiata la navata sinistra, ma precedentemente alcuni studiosi gli attribuiscono il ruolo di porta di ingresso di una costruzione civile precedente, forse una stazione militare.

## Le campane e la cella campanaria

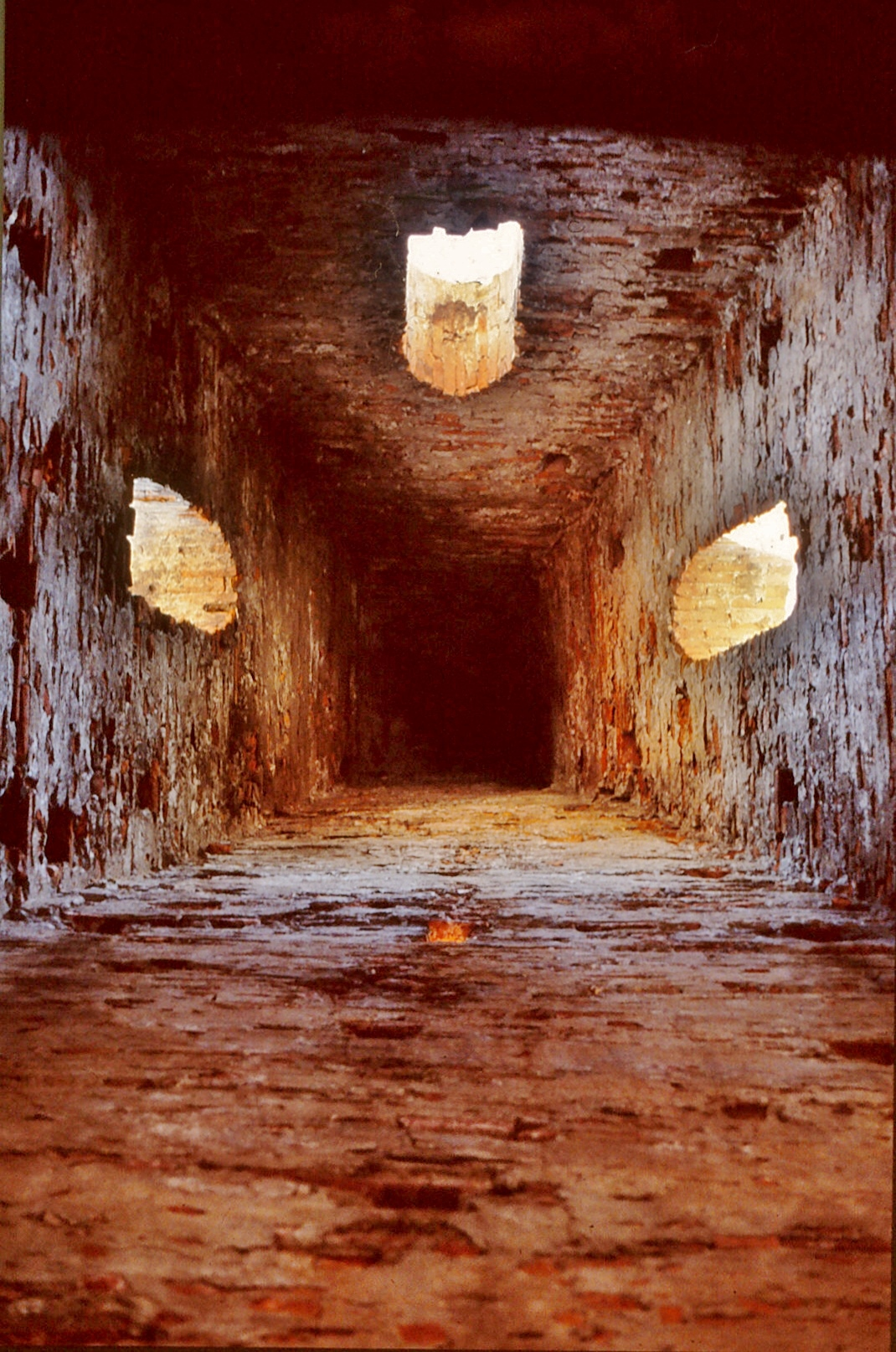
L'interno della piramide della Torre Campanaria nel 1986 prima del restauro.

La cella campanaria restaurata insieme all'intera torre nel 1990, ospita un concerto di 5 campane comandate a distanza.
Sono presenti le due campane storiche realizzate nel 1833 e rifuse nel 1954:
- la "Santa Maria" (diametro 120 cm e peso 970 kg) sul cui bordo è stampata la frase in latino "Defunctos ploro, santosque onoro, gaudium et pacem annuntio populo", ossia "piango i morti, venero i santi e annuncio alla popolazione la gioia e la pace".
- la "San Michele" (90 cm per 410 kg),

e le successive tre acquistate nel 1990:
- la "San Pietro" (80 cm per 295 kg),
- la "San Giovanni Vincenzo" (107 cm per 680 kg) e
- la Sant'Ambrogio (95 cm per 485 kg).[7]

Nella cella campanaria sono anche presenti altre due campane non installate e provenienti dalla vicina Chiesa di San Rocco (Sant'Ambrogio di Torino) realizzate nel 1870 dalla ditta Mazzola e trasportate li nell'aprile 1978 dato che la quest'ultima chiesa era stata sconsacrata verso la fine degli anni '60.